# Coppa del Mondo di slittino 2000
La Coppa del Mondo di slittino 1999/2000, ventitreesima edizione della manifestazione organizzata dalla Federazione Internazionale Slittino, ebbe inizio il 13 novembre 1999 a Lillehammer, in Norvegia, e si concluse il 13 febbraio 2000 a Oberhof, in Germania. Furono disputate ventuno gare, sette per ogni tipologia (singolo uomini, singolo donne ed il doppio) in sette differenti località. Nel corso della stagione si tennero anche i Campionati mondiali di slittino 2000 a Sankt Moritz, in Svizzera, ed i Campionati europei di slittino 2000 a Winterberg, in Germania, competizioni non valide ai fini della Coppa del Mondo.
Le coppe di cristallo, trofeo conferito ai vincitori del circuito, furono assegnate all'italiano Armin Zöggeler per quanto concerne la classifica del singolo uomini, la tedesca Sylke Otto conquistò il trofeo del singolo donne mentre la coppia teutonica formata da Patric Leitner e Alexander Resch si aggiudicò la vittoria del doppio.

## Risultati
| Data                | Località    | Nazione  | Specialità       | Primi classificati                      | Secondi classificati                    | Terzi classificati                         |
| ------------------- | ----------- | -------- | ---------------- | --------------------------------------- | --------------------------------------- | ------------------------------------------ |
| 13-14 novembre 1999 | Lillehammer | Norvegia | Donne – Singolo  | Sylke Otto Germania                     | Silke Kraushaar Germania                | Sonja Wiedemann Germania                   |
| 13-14 novembre 1999 | Lillehammer | Norvegia | Uomini – Singolo | Armin Zöggeler Italia                   | Jens Müller Germania                    | Denis Geppert Germania                     |
| 13-14 novembre 1999 | Lillehammer | Norvegia | Uomini – Doppio  | Patric Leitner Alexander Resch Germania | Mark Grimmette Brian Martin Stati Uniti | Steffen Skel Steffen Wöller Germania       |
| 20-21 novembre 1999 | Sigulda     | Lettonia | Donne – Singolo  | Sylke Otto Germania                     | Angelika Neuner Austria                 | Anna Orlova Lettonia                       |
| 20-21 novembre 1999 | Sigulda     | Lettonia | Uomini – Singolo | Armin Zöggeler Italia                   | Jens Müller Germania                    | Denis Geppert Germania                     |
| 20-21 novembre 1999 | Sigulda     | Lettonia | Uomini – Doppio  | Steffen Skel Steffen Wöller Germania    | Mark Grimmette Brian Martin Stati Uniti | Tobias Schiegl Markus Schiegl Austria      |
| 27-28 novembre 1999 | Altenberg   | Germania | Donne – Singolo  | Silke Kraushaar Germania                | Sylke Otto Germania                     | Barbara Niedernhuber Germania              |
| 27-28 novembre 1999 | Altenberg   | Germania | Uomini – Singolo | Armin Zöggeler Italia                   | Jens Müller Germania                    | Markus Prock Austria                       |
| 27-28 novembre 1999 | Altenberg   | Germania | Uomini – Doppio  | Patric Leitner Alexander Resch Germania | Tobias Schiegl Markus Schiegl Austria   | André Florschütz Torsten Wustlich Germania |
| 4-5 dicembre 1999   | Königssee   | Germania | Donne – Singolo  | Sylke Otto Germania                     | Silke Kraushaar Germania                | Barbara Niedernhuber Germania              |
| 4-5 dicembre 1999   | Königssee   | Germania | Uomini – Singolo | Armin Zöggeler Italia                   | Jens Müller Germania                    | Denis Geppert Germania                     |
| 4-5 dicembre 1999   | Königssee   | Germania | Uomini – Doppio  | Steffen Skel Steffen Wöller Germania    | Patric Leitner Alexander Resch Germania | Mark Grimmette Brian Martin Stati Uniti    |
| 11-12 dicembre 1999 | Calgary     | Canada   | Donne – Singolo  | Sonja Wiedemann Germania                | Barbara Niedernhuber Germania           | Silke Kraushaar Germania                   |
| 11-12 dicembre 1999 | Calgary     | Canada   | Uomini – Singolo | Armin Zöggeler Italia                   | Karsten Albert Germania                 | Georg Hackl Germania                       |
| 11-12 dicembre 1999 | Calgary     | Canada   | Uomini – Doppio  | Patric Leitner Alexander Resch Germania | Steffen Skel Steffen Wöller Germania    | Mark Grimmette Brian Martin Stati Uniti    |
| 29-30 gennaio 2000  | Igls        | Austria  | Donne – Singolo  | Sylke Otto Germania                     | Barbara Niedernhuber Germania           | Silke Kraushaar Germania                   |
| 29-30 gennaio 2000  | Igls        | Austria  | Uomini – Singolo | Jens Müller Germania                    | Georg Hackl Germania                    | Markus Prock Austria                       |
| 29-30 gennaio 2000  | Igls        | Austria  | Uomini – Doppio  | Patric Leitner Alexander Resch Germania | Steffen Skel Steffen Wöller Germania    | Tobias Schiegl Markus Schiegl Austria      |
| 12-13 febbraio 2000 | Oberhof     | Germania | Donne – Singolo  | Silke Kraushaar Germania                | Sylke Otto Germania                     | Barbara Niedernhuber Germania              |
| 12-13 febbraio 2000 | Oberhof     | Germania | Uomini – Singolo | Georg Hackl Germania                    | Jens Müller Germania                    | Karsten Albert Germania                    |
| 12-13 febbraio 2000 | Oberhof     | Germania | Uomini – Doppio  | Patric Leitner Alexander Resch Germania | Steffen Skel Steffen Wöller Germania    | Tobias Schiegl Markus Schiegl Austria      |

## Classifiche

### Singolo uomini
| Pos. | Nome              | Nazione     | LIL | SIG | ALT | KÖN | CAL | IGL | OBE | Totale |
| ---- | ----------------- | ----------- | --- | --- | --- | --- | --- | --- | --- | ------ |
| 1    | Armin Zöggeler    | Italia      | 1   | 1   | 1   | 1   | 1   | 11  | 5   | 589    |
| 2    | Jens Müller       | Germania    | 2   | 2   | 2   | 2   | 4   | 1   | 2   | 585    |
| 3    | Georg Hackl       | Germania    | 10  | 9   | 5   | 4   | 3   | 2   | 1   | 445    |
| 4    | Karsten Albert    | Germania    | 8   | 4   | 4   | 5   | 2   | 4   | 3   | 432    |
| 5    | Markus Prock      | Austria     | 6   | 5   | 3   | 6   | 5   | 3   | 6   | 400    |
| 6    | Denis Geppert     | Germania    | 3   | 3   | 19  | 3   | 7   | 14  | 4   | 366    |
| 7    | Wilfried Huber    | Italia      | 4   | 7   | 9   | 7   | 9   | 8   | 10  | 308    |
| 8    | Markus Kleinheinz | Austria     | 9   | 10  | 8   | 20  | 12  | 5   | 7   | 271    |
| 9    | Reinhold Rainer   | Italia      | 7   | 11  | 7   | 10  | 13  | 9   | 13  | 261    |
| 10   | Adam Heidt        | Stati Uniti | 5   | 6   | 12  | –   | 14  | 6   | 8   | 257    |

### Singolo donne
| Pos. | Nome                 | Nazione  | LIL | SIG | ALT | KÖN | CAL | IGL | OBE | Totale |
| ---- | -------------------- | -------- | --- | --- | --- | --- | --- | --- | --- | ------ |
| 1    | Sylke Otto           | Germania | 1   | 1   | 2   | 1   | 5   | 1   | 2   | 625    |
| 2    | Silke Kraushaar      | Germania | 2   | 4   | 1   | 2   | 3   | 3   | 1   | 570    |
| 3    | Barbara Niedernhuber | Germania | 4   | 6   | 3   | 3   | 2   | 2   | 3   | 490    |
| 4    | Angelika Neuner      | Austria  | 5   | 2   | 4   | 5   | 4   | 5   | 4   | 430    |
| 5    | Sonja Wiedemann      | Germania | 3   | 10  | –   | 4   | 1   | 4   | 5   | 381    |
| 6    | Iluta Gaile          | Lettonia | 11  | 5   | 5   | 6   | 10  | 7   | 7   | 322    |
| 7    | Anna Orlova          | Lettonia | 6   | 3   | 13  | 12  | 6   | 28  | 17  | 269    |
| 8    | Simone Eder          | Austria  | 10  | 8   | 10  | 11  | 8   | 9   | 11  | 263    |
| 9    | Sonja Manzenreiter   | Austria  | 12  | 14  | 14  | 14  | 11  | 11  | 6   | 234    |
| 10   | Lilija Ludan         | Ucraina  | 19  | 9   | 8   | 10  | 15  | 12  | 10  | 233    |

### Doppio
| Pos. | Nome                                      | Nazione     | LIL | SIG | ALT | KÖN | CAL | IGL | OBE | Totale |
| ---- | ----------------------------------------- | ----------- | --- | --- | --- | --- | --- | --- | --- | ------ |
| 1    | Patric Leitner Alexander Resch            | Germania    | 1   | DNF | 1   | 2   | 1   | 1   | 1   | 585    |
| 2    | Steffen Skel Steffen Wöller               | Germania    | 3   | 1   | 6   | 1   | 2   | 2   | 2   | 575    |
| 3    | Mark Grimmette Brian Martin               | Stati Uniti | 2   | 2   | 4   | 3   | 3   | 4   | 5   | 485    |
| 4    | Tobias Schiegl Markus Schiegl             | Austria     | 4   | 3   | 2   | 6   | 5   | 3   | 3   | 460    |
| 5    | Gerhard Plankensteiner Oswald Haselrieder | Italia      | 5   | 5   | 5   | 4   | 6   | 5   | –   | 330    |
| 6    | Danil Čaban Oleg Ermolin                  | Russia      | 9   | 7   | 7   | 7   | 8   | 10  | 7   | 301    |
| 7    | André Florschütz Torsten Wustlich         | Germania    | 6   | 9   | 3   | 5   | 4   | –   | –   | 274    |
| 8    | Christian Oberstolz Patrick Gruber        | Italia      | 13  | 10  | 8   | 11  | 10  | 7   | 9   | 263    |
| 9    | Ivars Deinis Sandris Berzinš              | Lettonia    | 10  | 4   | 9   | 8   | –   | 11  | –   | 211    |
| 10   | Ihor Urbans'kyj Andrij Muchin             | Ucraina     | 8   | 8   | 13  | 10  | DSQ | 15  | 11  | 210    |